# دانا ليفين (شاعرة)
دانا ليفين (بالإنجليزية: Dana Levin)‏ (3 فبراير 1965 في الولايات المتحدة)؛ كاتِبة وشاعرة أمريكية. درست في جامعة نيويورك.

## الجوائز
- زمالة غوغنهايم